# 法昂
法昂（寮語： Fa Ngum；1316年—1393年），寮國歷史上瀾滄王國的開國國王，約于1353年至1372年在位。

## 生平
法昂於1316年出生於勐蘇瓦，是勐蘇瓦王子陶披法之子，也是國君披耶坎蓬之孫。關於法昂早年事跡，有若干個版本的故事。坤披法勾引父王妃嫔而被坎蓬驅逐，法昂被迫隨父親逃亡高棉。 《瀾滄紀年》則記載了另一個版本，稱法昂出生有33顆牙齒，這是對他祖父王國帶來不吉利的兆象，因而被驅逐。
法昂受高僧摩呵波沙曼多撫養成人。高棉王將公主Kèo Kèngkanya嫁給了他。在高棉帝國的幫助下，法昂回到了勐蘇瓦，糾集一萬兵馬起兵，按高棉帝國型式組織王國，軍威大振。法昂征服了今日越南乂安、榮市一帶的红泰与黑泰，又奪取了今日泰國的依善地區。
1352年至1354年期間征服今日占巴塞、琅南塔、甘蒙、川壙、萬象、西雙版納之地，於1353年攻破瑯勃拉邦，迫使琴俸自殺，法昂遂於瑯勃拉邦登基，国号「瀾滄洪考」（Lan Xang Hôm Khao）。「瀾滄洪考」字面意思是「萬象白傘之土地」；萬象是百萬戰象之意，指國力強盛；白傘則是東南亞佛教國家國王乘象出行時頭頂上遮的傘，指君王的權力。
1359年因虔信上座部佛教的高棉皇后請求下，由高棉引入佛教，並以之為國教。法昂以萬象為宗教中心，以瑯勃拉邦為行政中心。其高棉王后在抵抗蒙古人入侵期間患瘟疫逝世。法昂又與安南、暹羅建立外交聯繫，1368年他与阿瑜陀耶公主结婚。1372年，法昂被瀾滄的貴族驅逐，逃往難城，其子桑森泰被群臣擁立為新的國王。兩年後法昂去世，終年五十歲。

## 腳註
1. ↑  John Holt (2009) Spirits of the Place: Buddhism and Lao Religious Culture. University of Hawaii Press. Page 4

| 前任： — | 瀾滄王國國王 1353年—1372年 | 繼任： 桑森泰 |